# Broken Frames
Broken Frames (en español Marcos Rotos) es el tercer álbum de la banda de post-hardcore Eyes Set to Kill, primer sin el vocalista Brandon Anderson, al igual que primer y último con el vocalista Justin Denson.

## Producción y lanzamiento
Tras la salida de Brandon Anderson, Justin Denson entró como reemplazante, grabando en marzo del 2011 el álbum. El 25 de marzo de anunció su grabación lista y su lanzamiento para el 8 de junio. 
El 1 de abril, la banda lanzó el sencillo All You Ever Know, esta fue escrita por Alexia y habla de sus relaciones amorosas pasadas. No cuenta con video musical.
Broken Frames se lanzó el 8 de junio. Consiste de 12 canciones y un DVD con entrevistas y videos musicales. El 26 de julio se posicionó en el puesto #8 en el Top Heatseekers, el #35 en el Independent Albums y el #21 en el Top Hard Rock Albums. El álbum fue colocado en el quinto puesto en "Los mejores albumes y EP solo locales del 2010", en la ciudad de Phoenix, Arizona.
Sobre el álbum, Alexia Rodríguez dijo:
```

```

Tengo un montón de reuerdos que quiero olvidar, así que quiería basar el tema de las canciones en ese sentimiento que he tenido un pase de amigo a distancia... He roto corazones, he perdido la fe.. y he cometido errores que ni siquiera pude contar. Así que todos los recerdos de esas cosas me inspiró a escribir sobre ello en este álbum que realmente quería que fuera más pesado y evolucionado en comparación con "The World Outside". "Broken Frames" es la primera canción que terminé de hacer para este disco. Supongo que podría llamar a este un álbum conceptual acerca de todo lo que quiero olvidar. La canción "Ryan" habla sobre mi profesor de guitarra, quien me enseñó casi todo lo que se. Un día fue a clases y él no estaba allí, más tarde me enteré que se había pegado un tiro en el pecho. Así que realmente sólo quería escribir una canción sobre él. Anissa escribió la partitura de piano en la canción.

La canción Broken Frames se lanzó como segundo single, el 29 de julio, en su video aparece el nuevo vocalista, Cisko Miranda.

## Crítica
El álbum recibió críticas favorables. Sputnikmusic dijo Una vez más, Eyes Set To Kill se reciclan y perfeccionan así mismos, haciendo hincapié en la confianza y consistencia en la innovación. 411 dijo El último disco de Eyes Set To Kill es lejos, su mejor en escritura y producción, pero realmente aún carecen algunas de las canciones para hacer un brillante ejemplo del género. Pernell Fowler, de Bring on the Mixed Reviews dijo: Aún con el aumento de velocidad que es su actual vocalista gritando, hace sonar muy similar a bandas ya cementadas como A Skylit Drive, Blessthefall y LoveHateHero, Eyes Set To Kill ha disminuido algunas pistas que suenan demasiado fuerte y bellas para ser ignoradas. Chris Colgan de PopMatters dijo Broken Frames no es alucinante, pero es sólido. Josh Velliquette de The NewReview dijo: El álbum afloja entre dos estilos y componentes, sin embargo, es un inofensivo post-hardcore y un rock soberbio y pegadizo a la vez. Jake Oliver Decoy Music dijo: El álbum se debate entre dos mundos, y está buscando desesperadamente algún tipo de resolución, por lo que se siente incompleto y frustrante.

## Listado de canciones
Disco 1
1. "All You Ever Knew" - 3:12
2. "Broken Frames" - 2:53
3. "The Listening" - 3:34
4. "Ticking Bombs" - 3:36
5. "Play the Part" - 2:39
6. "Falling Fast" - 3:35
7. "Catch Your Breath" - 0:27
8. "Ryan" - 3:10
9. "Inside the Eye" - 3:24
10. "Two Letter Sins" - 3:02
11. "Escape" - 4:20
12. "Let Me In" (Bonus track) - 4:19

Disco 2/DVD
1. Entrevista
2. "Darling" (Video musical) - 4:06
3. "Reach" (Video musical) - 3:46
4. "Heights" (Video musical) - 3:28
5. "The World Outside" (Video musical) - 3:44
6. "Deadly Weapons" (Video musical) - 4:29

## Charts
| Chart                | Posición |
| -------------------- | -------- |
| Top Heatseekers      | 8        |
| Independent Albums   | 35       |
| Top Hard Rock Albums | 21       |

## Créditos
| Eyes Set to Kill - Alexia Rodríguez - Voces claras, guitarra principal/rítmica, piano, teclados, sintetizadores, programación, electrónicos - Justin Denson - Voces claras/guturales, teclados - Greg Kerwin - Guitarra principal, coros - Anissa Rodríguez - Bajo, coros - Caleb Clifton - Batería, samplers, percusión Músicos adicionales - Andrew Wade - Voces - Tom Breyfogle - Programación - Jakub Andrew - Programación | Producción - Kevin Zinger - Productor - Brad X - Productor - Dave Aguilera - Productor, administración - Tom Baker - Masterización - Sarah Ellis - Estilista - Jefferson Fernández - Artwork - Thomas Flowers - Producción, ingeniería, mezcla - Breanna Little - Estilista, maquillaje - Casey Quintal - Diseo - Nathaniel Taylor - Fotografía - Andrew Wade - Producción, ingeniería, mezcla |